# 원자폭탄

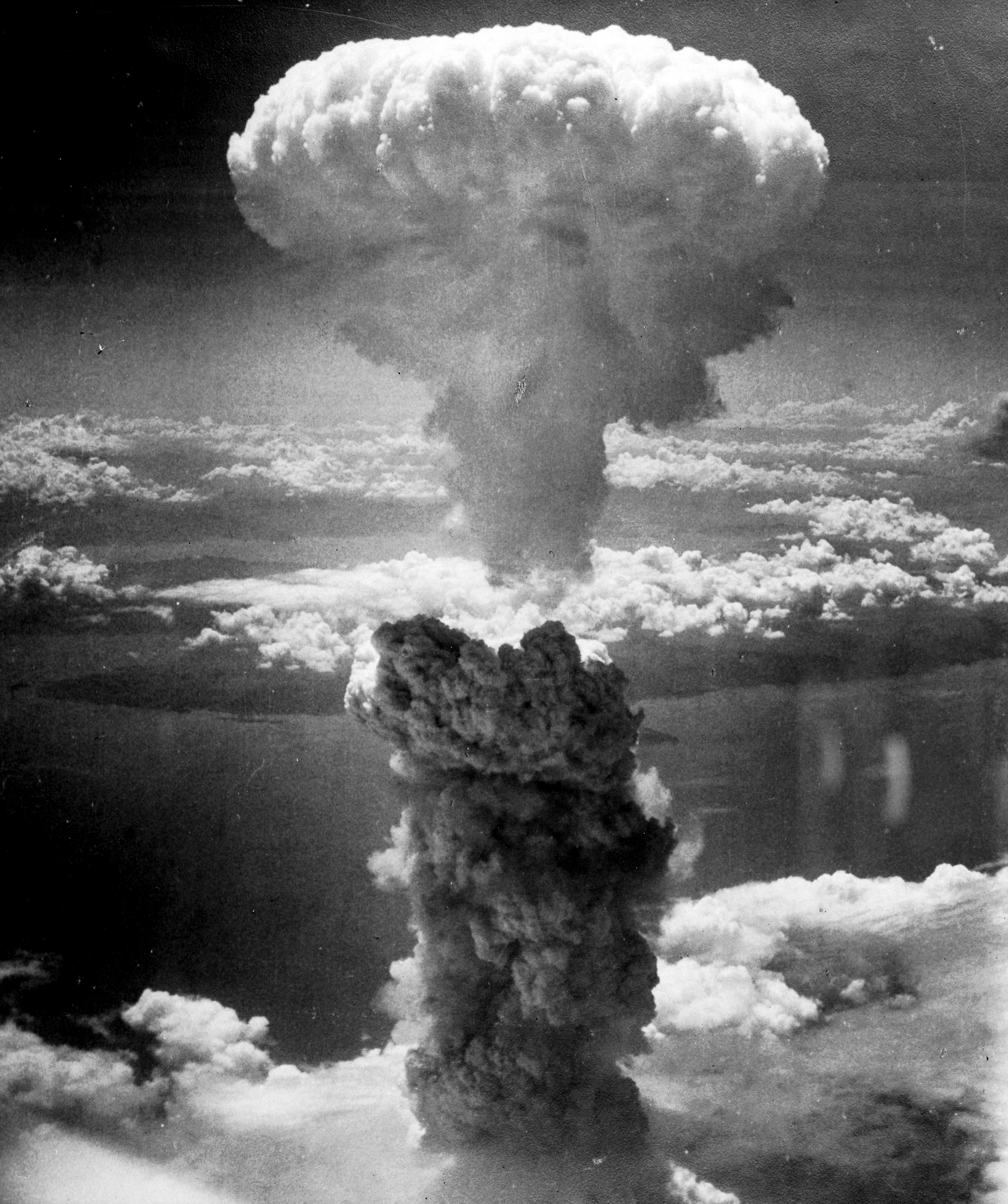
나가사키에 떨어진 원자폭탄의 버섯구름.

원자폭탄(原子爆彈, 영어: Atomic Bomb, 약칭:원폭)은 우라늄이나 플루토늄 따위 원소의 원자핵이 일으키는 핵분열 반응을 이용하는 핵무기로, 처음으로 실용화된 핵무기이기도 하다. 수소폭탄 같은 현용 거대 핵무기의 기폭장치로도 쓰인다.또 히로시마에 떨어진 원자폭탄(원폭)의 이름은 리틀보이 또 다른것은 팻맨이다.

## 같이 보기
- 수소폭탄
- 중성자 폭탄
- 핵무기

## 개요
핵분열을 이용한 원자력의 가장 초보적인 응용은 핵폭발(核爆發)이다. 그것은 핵분열의 연쇄반응을 광범위하게 순간적으로 일어나게 하는 것이다. 핵분열과 그로 인한 중성자의 방출은 극히 단시간(100만분의 1초 정도)에 끝나므로 결과로서 폭발이 생기는 것이다.  예를 들면 1kg의 우라늄235가 완전히 폭발하면 현재 가장 강력한 화약인 TNT(트리니트로톨루엔) 2만t에 필적하는 에너지가 발생한다. 원자폭탄은 이와 같은 강력함과 그에 따라 발생되는 고온도가스(화구중심의 온도는 10억도라 한다), 방사열과 폭풍(爆風), 그리고 그 뒤에 남는 방사선(放射線)에 따라 처참(妻慘))하고 위력 있는 병기(兵器)가 되어서 제2차 세계대전에서 실제로 쓰였다. 원자폭탄에는 원자연료의 종류에 따라 우라늄폭탄(일본 히로시마에 떨어진 것과 같은 형)과 플로토늄폭탄(일본 나가사키에 떨어진 것과 같은 형)의 두가지가 있다.  핵폭발을 평화목적에 이용하려는 연구도 점차 추진되고 있다. 현재 운하(運河)의 굴착이나 석탄·석유·천연가스 등의 지하자원 개발이 유력한 용도(用途)로 지목되고 있다. 또 원자로(原子爐)에서 얻어지는, 훨씬 강한 중성자속(中性子束)을 얻을 수 있어 초우라늄 원소(플루토늄은 그 한가지이다)의 제조 등의 과학 연구에 쓰이고 있다. 그러나 핵폭발에 뒤따르는 잔존(殘存) 방사능에 대한 대책 등 큰 문제가 미해결로 남아 있다.